# Francine Racette
Francine Racette (Joliette, 1947) é uma atriz franco-canadense. Ela é viúva do ator Donald Sutherland e seus três filhos também estão no ramo artístico: Rossif Sutherland, Angus Sutherland e Roeg Sutherland. Em 1977, foi indicada ao Prêmio César.

## Filmografia
- Le Grand Rock (1967)
- Reportage sur un squelette ou Masques et bergamasques (1970) - Zapaquilda
- Aussi loin que l'amour (1971) - Isabelle
- Quatre mouches de velours gris (1971) - Dalia
- Les Vilaines manières (1973) - Jeanne
- Alien Thunder (1974) - Emile Grant
- Lumière (1976) - Julienne
- Un type comme moi ne devrait jamais mourir (1976) - Suzy Bloom
- Monsieur Klein (1976) - Françoise / Cathy
- The Disappearance (1977) - Celandine
- Au revoir les enfants (1987) - Mme Quentin, mãe de Julien